# Yllevad
Yllevad är en liten by i södra Halland. Byn är en del av Våxtorps socken i Laholms kommun.
Bland annat så ligger skidbacken Vallåsen i Yllevad.